# Bates College

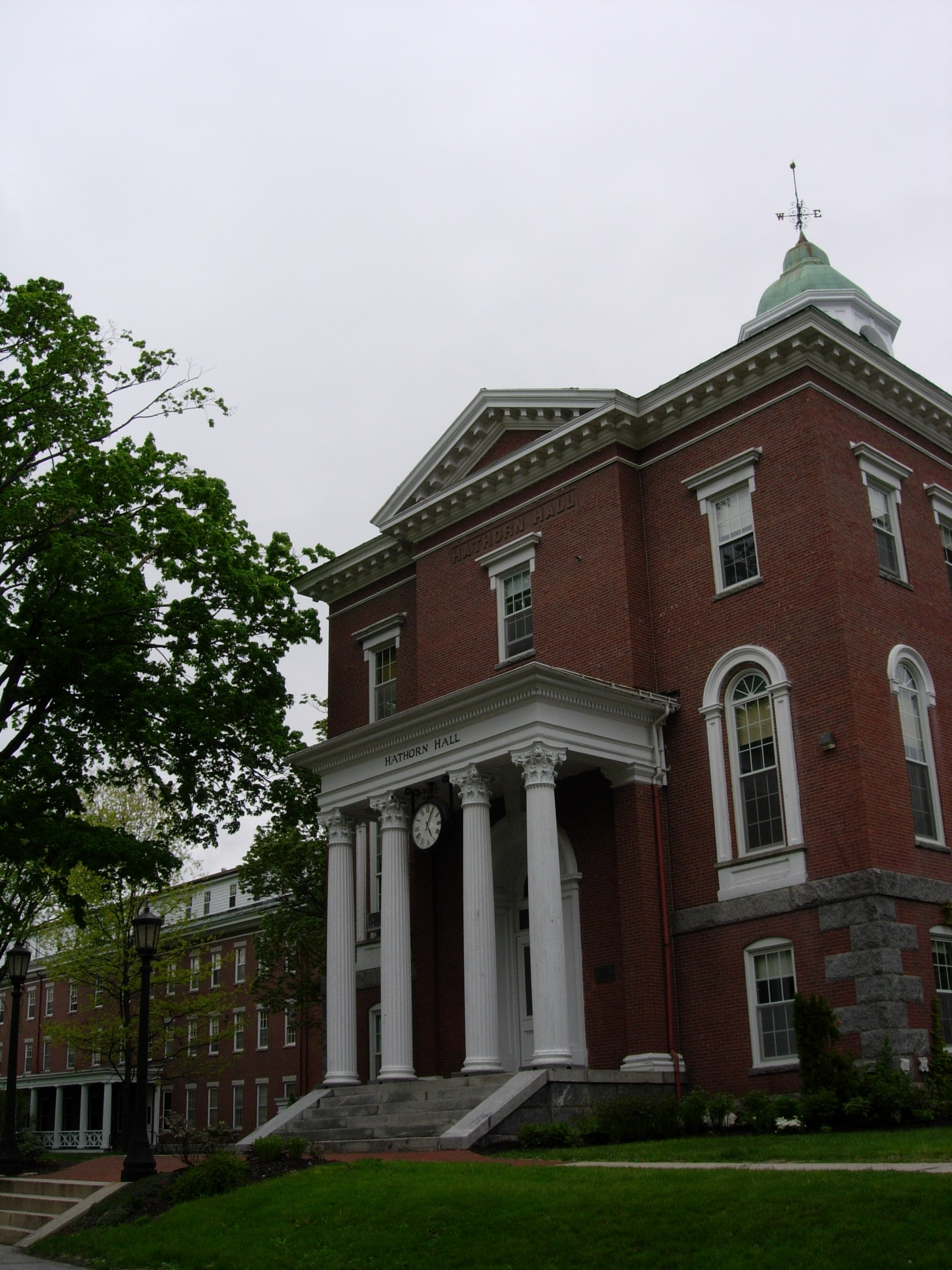
Hatorn Hall

Bates college, è un'università di arti liberali statunitense, con sede a Lewiston nel Maine.

## Storia
Venne fondata il 16 marzo 1855 come Maine State Seminary, dal politico abolizionista Oren Burbank Cheney e dal magnate tessile Benjamin Bates IV. Divenne il primo college coeducazionale nel New England e continuò a conferire il primo diploma universitario femminile nell'area. Bates è il terzo college più antico del Maine, succedendo a Bowdoin e Colby College. È diventata un'avanguardia nell'ammettere gli studenti di minoranza prima del passaggio della proclamazione sull'emancipazione. All'inizio del 1900 il college iniziò ad espandersi in modo aggressivo e, a metà degli anni '40, accumulò grandi quantità di proprietà, diventando una grande potenza economica a Lewiston. 
Dagli anni '50, il college ha acquisito e tentato di porre rimedio alla reputazione di educare i ricchi del New England. I miglioramenti della sua reputazione sono diminuiti dopo che grandi perdite durante la crisi finanziaria del 2008 hanno aumentato i costi delle tasse scolastiche. La fine del 2010 ha visto una spinta raddoppiata per la diversità socioeconomica, razziale e culturale, nonché un'importante espansione degli aiuti finanziari agli studenti.

## Offerta formativa
Bates fornisce istruzione universitaria in discipline umanistiche, scienze sociali, scienze naturali e ingegneria e offre programmi universitari congiunti con la Columbia University, il Dartmouth College e la Washington University di St. Louis. Un college di maturità, il programma di laurea richiede a tutti gli studenti di completare una tesi prima della laurea e ha un'impresa di ricerca finanziata privatamente.